# 高里大電鱝
高里大電鱝（學名：Tetronarce cowleyi），又稱高里大電鰩，為軟骨魚綱電鰩目電鰩科大電鱝屬的一種，分布於東南大西洋納米比亞沃爾維斯灣到南非東開普省阿爾戈亞灣海域，深度110至457公尺，本魚有一個圓形的胸鰭盤，背鰭二個，第一背鰭較第二背鰭長，尾鰭長，眼睛小，出水口邊緣平滑，表皮無顆粒小突起，備部黑色至深灰色, 腹側白色，體長可達68公分，棲息大陸棚及大陸坡沙泥底質水域，單獨活動，屬肉食性，在夜間捕食，以硬骨魚類為食，體具有發電器官，用來防禦或捕食，卵胎生，生活習性不明。